# 徳島県立城南高等学校
徳島県立城南高等学校（とくしまけんりつ じょうなんこうとうがっこう, 英: Tokushima Prefectural Jonan High School）は、徳島県徳島市城南町に所在する公立高等学校。
2003年度（平成15年度）と2006年度（平成18年度）に文部科学省によってスーパーサイエンスハイスクールに指定されている。

## 沿革
旧制中学校・新制高等学校（男子校）時代
- 1875年（明治8年）- 「名東県師範学校附属変則中学校」の設立が認可される。
- 1876年（明治9年）
  - 9月25日 - 名東県の廃止に伴い、「高知県師範学校分校附属変則中学校」に改称。
  - 12月25日 - 「高知県師範学校徳島支校附属変則中学校」に改称。
- 1877年（明治10年）2月7日 - 「高知県徳島師範学校附属変則中学校」に改称。
- 1878年（明治11年）12月10日 - 徳島師範学校附属変則中学校が廃止され、「徳島中学校」を開設。当分の間校長をはじめ職員の兼務は継続。
- 1879年（明治12年）2月18日 - 中学校の校長が任命され、中学校の職員も任用されたため、徳島師範学校から組織的に独立。
- 1885年（明治18年）
  - 4月15日 - 脇町中学校・富岡中学校・川島中学校を統合。
  - 9月10日 - 東富田17〜19番地に校舎を新築し、師範学校とともに移転。
- 1887年（明治20年）1月20日 - 徳島尋常中学校規則を制定。
- 1893年（明治26年）4月1日 - 「徳島県尋常中学校」と改称。
- 1896年（明治29年）4月1日 - 脇町と富岡に分校を設置。
- 1899年（明治32年）4月1日 - 「徳島県徳島中学校」と改称。脇町分校が徳島県脇町中学校として、富岡分校が徳島県立富岡中学校として分離・独立。
- 1901年（明治34年）7月1日 - 「徳島県立徳島中学校」と改称（県の後に「立」が加えられる）。
- 1933年（昭和8年）6月1日 - 現在地に校舎が完成し、移転。
- 1945年（昭和20年）
  - 7月4日 - 徳島大空襲により、農業倉庫を残して全校舎を焼失。
  - 8月 - 徳島市田宮の徳島県立渭城中学校の一部を借り授業を開始。
- 1946年（昭和21年）- 復興新校舎の建設を開始。
- 1947年（昭和22年）
  - 4月1日 - 学制改革（六・三制の実施）
    - 旧制中学校の生徒募集を停止。
    - 新制中学校を併設（以下・併設中学校）し、旧制中学校1・2年修了者を新制中学校2・3年生として収容。
    - 併設中学校は学制改革による混乱を避けるためにあくまで暫定的に設置されたもので、新たに生徒募集は行われず、在校生が2・3年生のみであった。
    - 旧制中学校3・4年修了者はそのまま旧制中学4・5年生となる。

  - 7月18日 - 復興新校舎が完成。
- 1948年（昭和23年）4月1日 - 学制改革（六・三・三制の実施）により、旧制中学校が廃止され、新制高等学校「徳島県徳島第一高等学校」（男子校）が発足。
  - 全日制課程普通科および通信教育部（後に通信制課程）を設置。
  - 旧制中学校卒業生（希望者）を新制高校3年生、旧制中学4年修了者を新制高校2年生として編入する。併設中学校卒業者を新制高校1年生とする。
  - 併設中学校は新制高等学校に継承される。在校生が1946年（昭和21年）4月に旧制中学校に入学した3年生のみとなる。
- 1949年（昭和24年）3月31日 - 最後の卒業生を送り出し、併設中学校を廃止。

新制高等学校（男女共学）
- 1949年（昭和24年）
  - 4月1日 - 高校三原則に基づく徳島県内公立高校再編により、「徳島県城南高等学校」に改称し、男女共学を開始。
    - 徳島県徳島女子高等学校と生徒を入れ替えることにより、互いに男女共学とした。なおこの時に徳島女子高等学校は徳島県立城東高等学校に改称した。

  - 4月20日 - 開校式を挙行。以後この日を本校開校記念日と制定。
- 1953年（昭和28年）4月1日 - 家庭課程を設置。
- 1956年（昭和31年）4月1日 - 「徳島県立城南高等学校」（現校名）と改称（県の後に「立」が加えられる）。
- 1963年（昭和38年）4月1日 - 家庭課程を家政科に改称。
- 1964年（昭和39年）- 鉄筋コンクリート造校舎（本館）が完成。
- 1971年（昭和46年）- 教室棟が完成。
- 1972年（昭和47年）4月1日 - 徳島市内公立普通科高校4校[1]（城南・城北・城東・市立高校）間で総合選抜入試を開始。またこれに伴い、家政科の募集を停止。
- 1974年（昭和49年）
  - 3月31日 - 家政科を廃止。
  - 11月21日 - 創立100周年を記念して、百周年記念会館が完成。
- 1975年（昭和50年）11月1日 - 創立100周年記念式典を挙行。
- 1978年（昭和53年）
  - この年 - 校旗が寄贈される。
  - 3月 - 徳島県立徳島中央高等学校の新設に伴い、通信制課程の生徒募集を停止。
- 1980年（昭和55年）3月31日 - 通信制課程を廃止。
- 1985年（昭和60年）11月16日 - 創立110周年を記念し、校門周辺を拡張し、整備。アババイ像を設置。禍の音歴史館を創設。
- 1987年（昭和62年）- 昭和61年度卒業記念として、自主自立碑が建立される。
- 1992年（平成4年）- 体育館を改築。
- 2002年（平成14年）3月 - この時の入試をもって総合選抜入試を廃止。
- 2003年（平成15年）3月 - 総合選抜制度の廃止により、単独選抜入試を開始。
- 2006年（平成18年）
  - 3月1日 - 平成17年度卒業記念としてマスコットキャラクター（ジョーくん・ミナミちゃん）を制作。
  - 4月1日 - 応用数理科を設置。
- 2007年（平成19年）
  - 1月31日 - 校舎改築事業（第一期工事）が完成。
  - 4月1日 - この時の入学生より新制服を採用。
- 2008年（平成20年）10月31日 - 校舎改築事業（第二期工事）が完成。
- 2010年（平成22年）4月20日 - 新校舎が完成。

## 校章
「かしわに松」 1949年5月15日制定
- 松と柏は節操の象徴として論語子罕編の「歳寒然後知松柏之後彫也」から採られた。寒い冬であればこそ、常緑の松や柏の木の存在を知ることができる。つまり松と柏は、周囲の状況が厳しく変化しようとも、態度を変えないという節操を象徴している。また、柏はギリシャ神話のアレスからとって質実剛健もあらわしている。
- 柏はコノテガシワというヒノキ科の細い葉であり、松と組み合わせても形がとりにくいため、旧制第一高等学校のカシワ（檞）を借用して台とし、これに松葉とコノテガシワの葉を配して図案化された。画一化を避け、校章に「高」の字を入れていないのが特徴である。
- なお、PTAの名称については、校章制定の趣旨にのっとり、城南高校PTAということばを意識的に退け、城南高校「松柏会」と命名された。

## 校歌
- 作詞: 山口義広
- 作曲: 石桁真礼生
- 1950年制定

校歌を作るに際し、教師、生徒から歌詞が募集された。教師・生徒からなる校歌制定委員会が組織され、協議の結果、生徒の投票によって歌詞が決定され、当時3年生であった生徒の作品が採用された。

### 過去の校歌
- 大滝山の（開校記念日の歌）（1902年〜）
  - 作詞: 小神野芳太郎
  - 作曲: 不詳
- 旧徳島中学校校歌（1931年〜1950年）
  - 作詞: 宮本村雄
  - 作曲: 山田耕筰

## 部活動

### 体育部
| - 陸上競技 - ラグビー - 硬式野球 - ソフトボール - サッカー - ハンドボール - テニス - ソフトテニス - 少林寺拳法 | - バレーボール - バスケットボール - バドミントン - 卓球 - 柔道 - 弓道 - 空手道 - 射撃 |  |

硬式野球部は、2011年春（第83回）に21世紀枠で出場。試合結果は選抜高等学校野球大会 (徳島県勢) を参照。

### 文化部
| - 茶道 - 華道 - 文芸 - 映画 - 写真 - 美術 - 書道 - 吹奏楽・合唱 - 英会話 - 囲碁・将棋 - 演劇 | - 科学 - 手芸・調理 - ガーデニング - JRC - 漫画研究 - パソコン - ヒューマンライツ - 新聞 - 放送 - ファイヤーストーム実行委員会 |  |

科学部地学班は、2015年に国際天文学連合によって太陽系外惑星系の名前の公募と投票が行われた際、いるか座18番星の主星にMusica、惑星bにArionという名前を提案し、同年12月に採用された。

### 現在活動していない部活動（2018年8月末現在）
- 剣道
- 水泳
- 郷土研究
- 文学散歩（LCA）

## 最寄駅
- JR四国牟岐線: 二軒屋駅 - 徒歩5分

## 学園祭
- 「城南祭」と呼ばれている。
- FS（ファイヤーストーム）という行事が特に有名で、体育祭終了後に全校生徒・教職員で行う。

## 同窓会
- 「徳島県立城南高等学校同窓会」と呼ばれている。
- 同窓会の支援のもと、城南高校の教育の振興発展を後援することを目的として、「徳島県立城南高等学校後援会」が設立されている。

## 著名な出身者

### 行政
- 藤井真信 - 元大蔵大臣、元大蔵次官
- 阿南惟幾 - 元陸軍大臣
- 天羽英二 - 元外務次官、元内閣情報局総裁
- 高橋赫一 - 大日本帝国海軍大佐
- 高木祥吉 - 元金融庁長官、ゆうちょ銀行社長、日本郵政株式会社副社長
- 厚木進 - 元経済産業省貿易経済協力局長、日本郵政株式会社副社長
- 岡本直之 - 国土交通省政策統括官

### 政治
- 秋田清 - 元衆議院議長、元厚生大臣
- 原菊太郎 - 元徳島県知事
- 阿部邦一 - 元徳島県知事
- 中村博彦 - 元参議院議員
- 岡本芳郎 - 元衆議院議員、元農林水産省構造改善局次長
- 仙谷由人 - 元衆議院議員、元内閣官房長官、元内閣府特命担当大臣（行政刷新）
- 山口俊一 - 衆議院議員、元内閣府特命担当大臣（沖縄及び北方対策）
- 吉田忠志 - 元鳴門市長
- 中山俊雄 - 小松島市長

### 法曹
- 一宮和夫 - 裁判官、元大阪高等裁判所部総括判事、元岡山地方裁判所長
- 四宮章夫 - 弁護士、京都産業大学教授
- 園尾隆司 - 裁判官、元東京高等裁判所部総括判事、元静岡地方裁判所長

### 経済
- 原安三郎 - 実業家、元日本化薬会長、元東洋火災海上保険株式会社（現セコム損害保険）会長
- 工藤昭四郎- 元東京都民銀行頭取、元経済同友会代表幹事、経済安定本部第五部長、日本興業銀行出身
- 堀江薫雄 - 元東京銀行頭取
- 成川豊彦 - 早稲田セミナー創設者
- 犬伏泰夫 - 神戸製鋼所社長
- 楠恒男 - ジオス創業者、ジオス代表取締役
- 安藝清 - イーオン代表取締役社長、アンジェラ・アキの実父
- 橋本圭一郎 - 首都高速道路代表取締役会長兼社長、インフロニア・ホールディングス取締役会議長、経済同友会副代表幹事
- 江島清 - Delta-Fly Pharma創業者・代表取締役社長、徳島大学客員教授
- 板東浩二 - 船井電機社長、元NTTぷらら社長、ひかりTV創設者
- 堀淵清治 - 実業家
- 小川涼太郎 - スダチ代表取締役社長

### 学者
- 赤松則男 - 工学者、徳島大学名誉教授、元オリンピック聖火ランナー
- 藤田豊八 - 東洋史学、元東京帝国大学教授
- 林鶴一 - 数学者、元東北帝国大学理科大学教授
- 喜田貞吉 - 歴史家、元京都帝国大学教授
- リチャード・クドウ - 原生動物学者、イリノイ大学名誉教授
- 鳥養利三郎 - 電気工学者、京都大学名誉教授、元京都大学総長
- 河野健二 - 西洋思想史、京都大学名誉教授、元京都市立芸術大学学長
- 上田穣 - 天文学者、元京都帝国大学教授、京都大学 名誉教授
- 中野好夫 - 評論家、英文学者、元東京大学教授
- 田上穣治 - 憲法学者、一橋大学名誉教授
- 谷崎久志 - 経済学者、大阪大学教授
- 豊崎稔 - 経済学者、京都大学名誉教授
- 松浦馨 - 民事訴訟法、名古屋大学名誉教授
- 山川雄巳 - 政治学、元関西大学教授
- 延広真治 - 近世文学研究家、落語研究家、帝京大学教授、東京大学名誉教授
- 矢川元基 - 計算科学、東京大学名誉教授、東洋大学名誉教授
- 井上義夫 - 文芸社会論、一橋大学教授
- 岡芳明 - 原子力工学、東京大学教授
- 上田寛 - 犯罪学・刑法学、立命館大学教授
- 大島俊之 - 民法・比較法、九州国際大学教授
- 桑野隆 - ロシア文化、早稲田大学教授
- 小野清美 - 政治史、大阪外国語大学教授
- 寒川賢治 - 生化学、国立循環器病センター研究所所長、京都大学教授
- 松浦純生 - 斜面変動学、京都大学名誉教授
- 米原謙 - 政治学、大阪大学教授
- 山本順寛 - 日本コエンザイムQ協会理事長、東京工科大学バイオニクス学部長・教授
- 西田公昭 - 社会心理学、静岡県立大学准教授
- 石川美子 - フランス文学、明治学院大学教授

### 文化
- 賀川豊彦 - キリスト教社会運動家
- 新居格 - 評論家、元杉並区長
- 伊原宇三郎 - 洋画家
- 野上彰 - 文学者
- 荒正人 - 文芸評論家
- 村崎凡人 - 歌人、国文学者
- 佐古純一郎 - 文芸評論家
- 新居猛 - 家具デザイナー
- 小西和人 - 週刊釣りサンデー会長
- 松岡あさひ - 作曲家
- 三木稔 - 作曲家
- 上田博章 - 元ABC（朝日放送）アナウンサー
- 高津住男 - 俳優
- 立木義浩 - 写真家
- 久保紘之 - ジャーナリスト
- 乾荘次郎 - 小説家
- 川竹道夫 - ギタリスト、エストラーダ団長、民族音楽研究家
- 大川隆法 - 宗教家、幸福の科学グループ創始者兼総裁
- 山口敏太郎 - 作家・ライター
- 佐藤タイジ - ミュージシャン
- 藤井清美 - 劇作家、演出家

### スポーツ
- ノブ・ハヤシ - 格闘家
- 源純夏 - 水泳、シドニーオリンピック競泳女子400mメドレーリレー銅メダル
- 皆本明日香 - バレーボール選手
- 増田卓 - 元プロ野球選手
- 岡本駿 - 野球選手
- 實藤友紀 - サッカー選手
- 川真田紘也 - バスケットボール選手、日本代表